# Liste der Ortschaften im Bezirk Südoststeiermark
Die Liste der Ortschaften im Bezirk Südoststeiermark enthält die Gemeinden und ihre zugehörigen Ortschaften im steirischen Bezirk Südoststeiermark. Stand Ortschaften: 1. Jänner 2020
Kursive Gemeindenamen sind keine Ortschaften, in Klammern der Status Markt bzw. Stadt. Die Angaben erfolgen im offiziellen Gemeinde- bzw. Ortschaftsnamen, wie von der Statistik Austria geführt.
- Bad Gleichenberg
  - Bairisch Kölldorf
  - Gleichenberg Dorf
  - Haag
  - Hofstätten
  - Klausen
  - Merkendorf
  - Steinbach
  - Trautmannsdorf
  - Waldsberg
  - Wilhelmsdorf

- Bad Radkersburg
  - Altneudörfl
  - Dedenitz
  - Goritz bei Radkersburg
  - Hummersdorf
  - Laafeld
  - Pfarrsdorf
  - Pridahof
  - Sicheldorf
  - Zelting

- Deutsch Goritz
  - Haselbach
  - Hofstätten bei Deutsch Goritz
  - Krobathen
  - Oberspitz
  - Ratschendorf
  - Salsach
  - Schrötten bei Deutsch Goritz
  - Unterspitz
  - Weixelbaum

- Edelsbach bei Feldbach
  - Kaag
  - Rohr an der Raab

- Eichkögl
  - Erbersdorf
  - Mitterfladnitz

- Fehring
  - Brunn
  - Burgfeld
  - Habegg
  - Hatzendorf
  - Höflach
  - Hohenbrugg an der Raab
  - Johnsdorf
  - Oedgraben
  - Pertlstein
  - Petersdorf I
  - Petzelsdorf bei Fehring
  - Schiefer
  - Stang bei Hatzendorf
  - Tiefenbach
  - Unterhatzendorf
  - Weinberg an der Raab

- Feldbach
  - Auersbach
  - Edersgraben
  - Gniebing
  - Gossendorf
  - Höflach
  - Leitersdorf im Raabtal
  - Mühldorf bei Feldbach
  - Obergiem
  - Oberweißenbach
  - Oedt bei Feldbach
  - Paurach
  - Petersdorf
  - Raabau
  - Reiting
  - Untergiem
  - Unterweißenbach
  - Wetzelsdorf

- Gnas
  - Aug
  - Badenbrunn
  - Baumgarten
  - Burgfried
  - Ebersdorf
  - Fischa
  - Glatzental
  - Grabersdorf
  - Hirsdorf
  - Höf
  - Katzelsdorf
  - Katzendorf
  - Kinsdorf
  - Kohlberg
  - Ludersdorf
  - Maierdorf
  - Oberauersbach
  - Obergnas
  - Pernreith
  - Poppendorf
  - Radisch
  - Raning
  - Thien
  - Trössing
  - Unterauersbach
  - Wörth

- Halbenrain
  - Dietzen
  - Donnersdorf
  - Dornau
  - Drauchen
  - Hürth
  - Oberpurkla
  - Unterpurkla

- Jagerberg
  - Grasdorf
  - Hamet
  - Jahrbach
  - Lugitsch
  - Oberzirknitz
  - Pöllau
  - Ungerdorf
  - Unterzirknitz
  - Wetzelsdorf bei Jagerberg

- Kapfenstein
  - Gutendorf
  - Haselbach
  - Kölldorf
  - Mahrensdorf
  - Neustift
  - Pichla

- Kirchbach-Zerlach
  - Breitenbuch
  - Dörfla
  - Glatzau
  - Kirchbach in Steiermark
  - Kittenbach
  - Kleinfrannach
  - Maierhofen
  - Maxendorf
  - Tagensdorf
  - Weißenbach
  - Zerlach
  - Ziprein

- Kirchberg an der Raab
  - Berndorf
  - Fladnitz im Raabtal
  - Hof
  - Oberdorf am Hochegg
  - Oberstorcha
  - Radersdorf
  - Siegersdorf
  - Studenzen
  - Tiefernitz
  - Wörth bei Kirchberg an der Raab

- Klöch
  - Deutsch Haseldorf
  - Gruisla
  - Klöchberg
  - Pölten

- Mettersdorf am Saßbach
  - Landorf
  - Rannersdorf am Saßbach
  - Rohrbach am Rosenberg
  - Zehensdorf

- Mureck
  - Diepersdorf
  - Eichfeld
  - Fluttendorf
  - Gosdorf
  - Hainsdorf-Brunnsee
  - Misselsdorf
  - Oberrakitsch

- Paldau
  - Axbach
  - Häusla
  - Kohlberg
  - Oberstorcha
  - Perlsdorf
  - Pöllau
  - Puch
  - Reith
  - Saaz
  - Unterstorcha

- Pirching am Traubenberg
  - Edelstauden
  - Frannach
  - Guggitzgraben
  - Kittenbach
  - Manning
  - Oberdorf
  - Oberlabill
  - Rettenbach in Oststeiermark

- Riegersburg
  - Altenmarkt bei Riegersburg
  - Bergl
  - Breitenfeld an der Rittschein
  - Dörfl
  - Edelsgraben
  - Grub I
  - Krennach
  - Lembach bei Riegersburg
  - Lödersdorf I
  - Lödersdorf II
  - Neustift
  - Oberkornbach
  - Sankt Kind
  - Schützing
  - Schweinz

- Sankt Anna am Aigen
  - Aigen
  - Frutten
  - Gießelsdorf
  - Hochstraden
  - Jamm
  - Klapping
  - Plesch
  - Risola
  - Sichauf
  - Waltra

- Sankt Peter am Ottersbach
  - Bierbaum am Auersbach
  - Dietersdorf am Gnasbach
  - Edla
  - Entschendorf am Ottersbach
  - Oberrosenberg
  - Perbersdorf bei Sankt Peter
  - Wiersdorf
  - Wittmannsdorf

- Sankt Stefan im Rosental
  - Glojach

- Straden
  - Dirnbach
  - Grub II
  - Hart bei Straden
  - Hof bei Straden
  - Karbach
  - Karla
  - Kronnersdorf
  - Krusdorf
  - Marktl
  - Muggendorf
  - Nägelsdorf
  - Neusetz
  - Radochen
  - Schwabau
  - Stainz bei Straden
  - Sulzbach
  - Waasen am Berg
  - Waldprecht
  - Wieden-Klausen

- Tieschen
  - Größing
  - Jörgen
  - Laasen
  - Patzen
  - Pichla bei Radkersburg

- Unterlamm
  - Magland
  - Oberlamm